# Madelyne Pryor
Madelyne Pryor is een personage uit de strips van Marvel Comics. Ze was een kloon van Jean Grey, gemaakt door Mister Sinister. Hoewel ze een tijdje bij de X-Men zat maakten verschillende factoren (zoals worden afgewezen door haar man en het verlies van haar zoon) dat ze de demonische superschurk Goblin Queen werd.

## Biografie
Madelynes biografie is nogal gecompliceerd vanwege de vele hervertellingen die in de loop der jaren zijn gedaan. Ze werd geïntroduceerd in de strips als een mens en geliefde van Cyclops, maar met een paar mysterieuze eigenschappen: ze overleefde een fataal vliegtuigongeluk op de dag dat Phoenix stierf op de maan, en Professor X kon haar gedachten niet lezen. Madelyne trouwde met Scott en samen maakten ze plannen om de X-Men te verlaten.
Madelyne en Cyclops kregen een kind, Nathan Christopher Charles Summers. Hoewel Scott graag een normaal leven wilde, kreeg hij een oproep van zijn oude teamgenoot Archangel dat Jean Grey gevonden was. Hij verliet Madelyne en zijn zoon, die kort daarna werden aangevallen door Mister Sinisters Marauders. Nathan werd meegenomen en Madelyne belandde in het ziekenhuis.
De demon S'ym zocht Madelyne op in haar droom, en bood haar de kracht aan om Scott net zo te kwetsen als hij haar gekwetst had. Ze accepteerde, en maakte tevens een deal met een andere demon genaamd N'astirh om haar vermiste baby op te sporen. De demonen activeerden de verborgen eigenschappen van haar krachten en ze werd de Goblin Queen. Dit was het begin van de "Inferno" crossover.
Gedurende deze crossover werd Madelynes oorsprong veranderd. Het bleek dat Mr. Sinister, die van mening was dat een kind van Cyclops en Jean Grey enorme krachten zou hebben, een kloon had gemaakt van Jean. Deze kloon was gemaakt met als enige doel verliefd te worden op Scott en een kind met hem te krijgen. Deze kloon was Madelyne Pryor.
N'astirh bracht Madelyne naar een weeshuis in Nebraska, wat in feite Sinisters genetische laboratorium was. Hij ving haar en onthulde zijn plannen, maar ze ontsnapte met behulp van zwarte magie.
Madelyne zette X-Factor op tegen de X-Men door te beweren dat Scott hun baby wilde afnemen. Ze nam zelfs Scotts broer, Havok, als haar geliefde. De teams versloegen N’astirh, maar Madelyne werd door de ontdekking dat ze een kloon was suïcidaal. Ze ving zichzelf en Jean in een telekinetische bol, en doodde zichzelf waarbij ze Jean telepathisch mee probeerde te doden. Jean overleefde dit echter.
Haar zoon, Nathan Christopher, bleek een tijdreizende mutant uit de toekomst te zijn genaamd Cable.
Madelyne verscheen op mysterieuze wijze opnieuw in X-Man #5 (Juli 1995), met bijna geen herinneringen aan haar verleden. Onder leiding van Selene diende deze Madelyne de Hellfire Club een tijdje. Later bleek deze Madelyne Pryor slechts een psychische constructie te zijn, onbewust gevormd door Nate Grey.
Nadat ze weer leek om te komen in X-Man #52, dook ze weer op in X-Man #67. Deze Madelyne was echter een dubbelganger, een Jean Grey uit een ander universum.
Madelyne verscheen opnieuw in Cable #76, toen Cyclops en Cable haar tegenkwamen als een psionische geest.

## Andere versies van Madelyne Pryor

### Mutant X
In het alternatieve universum bekend als Mutant X was Madelyne Pryor getrouwd met Havok, die in deze realiteit de oprichter van de X-Men was. Samen hadden ze ook een zoon, Scotty. Ook in deze realiteit was ze een kloon van Jean Grey, en veroorzaakte ze de Inferno Crisis. Ze had ook hier een kwaadaardige kant die bekendstond als de Goblyn Queen (hier inderdaad gespeld met een "y", in plaats van een i). Als deze persoonlijkheid zich toonde, veranderde ze in een echte goblin met een oranje huid, lange horens, klauwen en een derde oog.

### Marvel Mangaverse
In het Marvel Mangaverse was Madelyne een machtige tovenares bekend als Madelyne Pyre.

## Krachten en vaardigheden
Omdat Madelyne een kloon is van Jean Grey beschikt ze in eerste instantie over dezelfde telepathische en telekinetische krachten als Jean. Als de Goblin Queen werden deze krachten nog eens versterkt door demonenmagie. In deze vorm kon ze met haar telepathie de duistere kant van iemand vrijlaten en zo een persoon slecht maken.
Nadat ze door Nate Grey weer tot leven werd gebracht als een psychische constructie werden haar telepathische krachten flink ingeperkt. Haar telekinese bleef echter wel hoog, zodat ze grote voorwerpen kon bewegen met haar gedachten en krachtige mentale stralen kon afvuren. Ze ontwikkelde ook krachten die Jean nooit had, zoals teleportatie. Verder kon Madelyne zwarte magie gebruiken.